# Aldeia de João Pires
Aldeia de João Pires é uma aldeia e sede de paróquia do Município de Penamacor que foi sede da extinta Freguesia de Aldeia de João Pires, freguesia que tinha 11,13 km² de área e 195 habitantes (2011), e, por isso, uma densidade populacional de 17,5 hab/km².
A Freguesia de Aldeia de João Pires foi extinta (agregada), no âmbito da reorganização administrativa de 2012/2013 tendo o seu território sido agregado ao das Freguesias de Aldeia do Bispo e de Águas para criar a União das Freguesias de Aldeia do Bispo, Águas e Aldeia de João Pires.)
De natureza produtiva fundamentalmente agrária, a actividade agrícola, alguns poucos serviços e a emigração são a referência económica. Culturalmente a aldeia distingue-se desde o início do séc. XX pela sua actividade e polo musical.
A Aldeia de João Pires é provavelmente a principal na região na resistência anti-republicana pós 1910 liderada pelo Padre José Maria Lopes Nogueira.

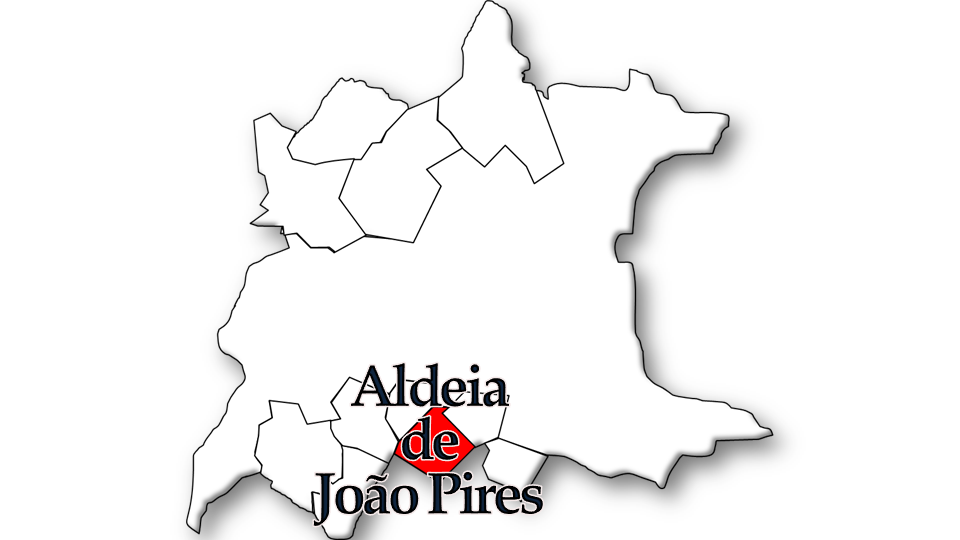
Localização no Município de Penamacor

## População
| População da freguesia de Aldeia de João Pires | População da freguesia de Aldeia de João Pires | População da freguesia de Aldeia de João Pires | População da freguesia de Aldeia de João Pires | População da freguesia de Aldeia de João Pires | População da freguesia de Aldeia de João Pires | População da freguesia de Aldeia de João Pires | População da freguesia de Aldeia de João Pires | População da freguesia de Aldeia de João Pires | População da freguesia de Aldeia de João Pires | População da freguesia de Aldeia de João Pires | População da freguesia de Aldeia de João Pires | População da freguesia de Aldeia de João Pires | População da freguesia de Aldeia de João Pires | População da freguesia de Aldeia de João Pires |
| ---------------------------------------------- | ---------------------------------------------- | ---------------------------------------------- | ---------------------------------------------- | ---------------------------------------------- | ---------------------------------------------- | ---------------------------------------------- | ---------------------------------------------- | ---------------------------------------------- | ---------------------------------------------- | ---------------------------------------------- | ---------------------------------------------- | ---------------------------------------------- | ---------------------------------------------- | ---------------------------------------------- |
| 1864                                           | 1878                                           | 1890                                           | 1900                                           | 1911                                           | 1920                                           | 1930                                           | 1940                                           | 1950                                           | 1960                                           | 1970                                           | 1981                                           | 1991                                           | 2001                                           | 2011                                           |
| 616                                            | 689                                            | 734                                            | 812                                            | 899                                            | 895                                            | 901                                            | 955                                            | 875                                            | 757                                            | 665                                            | 466                                            | 357                                            | 221                                            | 195                                            |

## Património
- Igreja Matriz
- Museu Paroquial da Aldeia de João Pires
- Capelas de São Miguel e do Espírito Santo (e calvário)
- Casas dos Taborda, de Oliveira Monteiro, do Dr. José M. R. da Costa e casa paroquial
- Fonte de mergulho romana
- Estação arqueológica de Tapado Cabeço
- Cruzeiro do Espírito Santo
- Cruz do Rebolo
- Sequóias
- Casas senhoriais

## Equipamentos públicos
- Extensão de Saúde
- Museu Paroquial de Aldeia de João Pires